# Kétlevelű árnyékvirág

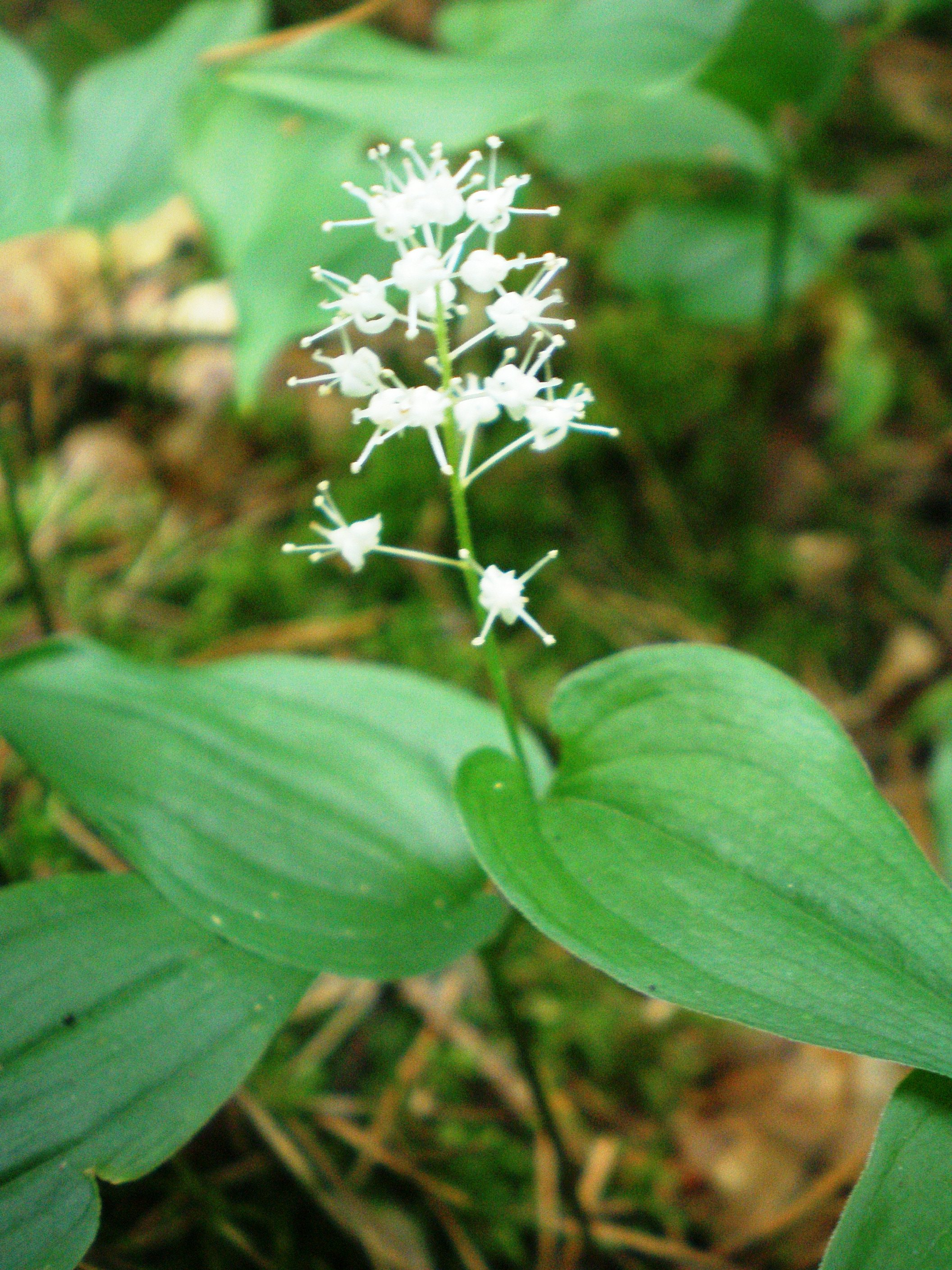
Kétlevelű árnyékvirág (Maianthemum bifolium) virága

A kétlevelű árnyékvirág (Maianthemum bifolium) a spárgavirágúak (Asparagales) rendjében a spárgafélék (Asparagaceae) családjába tartozó árnyékvirág növénynemzetség egyetlen, Magyarországon is honos faja — gyakran közönségesen csak árnyékvirágnak nevezik. Népi nevei: kétlevelű majanta, kis gyöngyvirág, marika, május gyöngye, nőstény gyöngyvirág, Szent-György virág, vad gyöngyvirág. Magyarországon nem védett.

## Elterjedése, élőhelye
Eurázsiában él, elsősorban a mérsékelt égövben. A Mátrában megtalálhatóak állományai.

## Megjelenése, felépítése
Szárleveles; karcsú, felálló szára alig 8–10 cm-rel emelkedik a föld fölé (ritkán 20 cm-ig is felmagasodhat). Rizóma jellegű raktározó gyökerével kúszva terjed. Nyeles, széles vállú, kihegyezett levelei háromszög alakúak. Szára és a levelek fonáka ritkásan szőrös. Tudományos neve arra utal, virágzó szára két- (ritkán három-)levelű — a meddő csak egyleveles.
Illatos, apró, fehér virágai a szár csúcsán fejlődő, 1–5 cm-es fürtben nyílnak (egy-egy fürtben 8–15 virág). Virága négytagú; a lepellevelek szabadon állnak, illetve hátrahajlanak. Magháza felső állású, a bibe rövid. Magháza felső állású.
Népi nevei azt jelzik, hogy levelei és cseresznyepiros (éretlenül zölden vagy feketén pöttyözött narancssárga), két rekeszes bogyói is rokonára, a gyöngyvirágra emlékeztetnek, de attól  virágfürtje alapján könnyen megkülönböztethető. A mintegy fél cm átmérőjű bogyók némileg lapítottabbak, mint a gyöngyvirágéi; egy-egy bogyóban 1–4 gömbölyded, világos mag búvik meg.

## Életmódja, tartása
Évelő. Geofiton: az erdő talajának elsavanyodását jelzi; nyirkos talajt igényel. Május–júniusban nyílik. Időnként kertekbe ültetik.

## Felhasználása
Gyógyhatása nem ismert. Bogyói a madarak kedvelt csemegéi.